# Cielo protector
Cielo protector es el segundo EP del grupo de rock mexicano La Barranca. Fue lanzado al mercado en 2004 y concebido, desde el principio, como un experimento en varios niveles. Por un lado, ver si era posible realizar un sencillo independiente de un álbum; ya que en la década de los 60's y 70's, del siglo XX los sencillos promocionales no solían incluirse dentro de los LPs y por el otro, poner a disposición de sus seguidores, la oferta en el uso de las nuevas tecnologías.
Con Cielo Protector y Denzura, el grupo decide intentar un experimento, una técnica de promoción basada en la tecnología de Internet y multimedia: un sitio especial de descargas digitales exclusivas (Imágenes, audios y videos inéditos con entrevistas, sesiones de grabación, presentaciones en vivo, improvisaciones y demás material), para quienes adquirieran el EP Cielo Protector (Capa 13) y un interactivo para PC, contenido en su álbum Denzura.

## Lista de canciones
| N.º | Título                   | Escritor(es)      | Duración |  |
| 1.  | «Cielo protector»        | Aguilera          | 3:56     |  |
| 2.  | «Rendición»              | Aguilera          | 4:23     |  |
| 3.  | «Tsunami»                | Aguilera          | 2:51     |  |
| 4.  | «El agua que cae»        | A Otaola/Aguilera | 3:25     |  |
| 5.  | «Cielo protector (demo)» | Aguilera          | 2:47     |  |

## Créditos
- José Manuel Aguilera / guitarra, voz, programación.
- Alejandro Otaola / guitarra, programación.
- José María Arreola / batería.
- Alonso Arreola / bajo.
- Coros en "Cielo Protector": Alfonso André.
- Sax en "Tsunami": Steven Brown.
- Sampleos en "El Agua que Cae", extraídos de "Jogos do Armar" de Tom Zé.